# Фалькенберг, Пауль
Пауль Фалькенберг (нем. Paul Falkenberg; 2 сентября 1848, Берлин — 1 ноября 1925, Росток) — немецкий ботаник; профессор ботаники в Ростокском университете и директор ботанического сада в Ростоке.
Известен, главным образом, своими трудами по анатомии и морфологии растений («Vergleichende Untersuchungen der Vegetationsorgane der Monocotyledonen», Штутгарт, 1876) и по водорослям. Фалькенберг положил много труда на изучение обширнейшей и труднейшей группы красных водорослей Rhodomelaceae («Rhodomelaceae» в книге Энглера и Прантля «Естественная система семейств растений» («Pflanzenfamilien»), Лпц., 1897).